# Wzgórze królików
Wzgórze królików (ang. Watership Down) – brytyjski animowany film przygodowo-dramatyczny z 1978 roku napisany, wyprodukowany i wyreżyserowany przez Martina Rosena, oparty na powieści Wodnikowe Wzgórze Richarda Adamsa z 1972 roku.

## Fabuła
Wedle mitologii królików bóg Frys stworzył świat, a następnie zwierzęta czyniąc je identycznymi. Pośród nich żył książę królików El-ahrera. Wszystkie zwierzęta żyły w harmonii, dopóki króliki nie rozmnożyły się, a ich apetyt doprowadził do niedoborów pożywienia. El-ahrera słysząc rozkaz Frysa, by kontrolował swój lud, kpi sobie. W odwecie Frys obdarował każde zwierzę specjalnymi darami, czyniąc każdego innym od reszty i dając żądzę polowań na króliki. Przerażony El-ahrera nabrał pokory, więc zadowolony Frys obdarzył króliki szybkością i przebiegłością.
W królikarni niedaleko Sandleford, królik Leszczynek jest niezadowolony z uprzywilejowanej pozycji Ausli, króliczych sił porządkowych. Jego młodszy brat Piątek, uważany przez innych za dziwaka, ma apokaliptyczną wizję, gdy oboje trafiają na ludzką tablicę informującą o planowanej budowie osiedla mieszkaniowego, ale oni nie potrafią jej odczytać. Bracia proszą bezskutecznie wodza królikarni, zwanego zwyczajowo Wielkim Królikiem, o zarządzenie ewakuacji. Króliki, słysząc o przeczuciach Piątka decydują się opuścić z braćmi królikarnię nocą. Jednak większość zostaje bezwzględnie aresztowana przez Auslę pod wodzą jej dowódcy, kapitana Ostrzenia. Złapania unikają tylko Leszczynek, Piątek, Ostrężnik, Mlecz, Dołek, Srebrny i Fiołek. Ostrzeń chce ich aresztować za wzniecanie buntu, lecz przegania go jego podwładny Czubak, który zdecydował się odejść z Ausli, biorąc na poważnie przepowiednię Piątka.
Zbiedzy kierują się ku wzgórzu, które Piątek widział jednej z swoich wizji. Jednak podróż robi się coraz bardziej ryzykowna, gdy jedyna samica w grupie – Fiołek ginie w szponach ptaka jastrzębiowatego. W końcu spotykają królika o imieniu Pierwiosnek, który zaprasza ich do swojej królikarni, gdzie lokalny człowiek zostawia obfite ilości flery. Piątek wyczuwa coś niepokojącego w królikarni, za co gani go Czubak. Jednak Czubak wpada w zastawione sidła i jego przyjaciołom udaje się go uwolnić w ostatniej chwili. Zdają sobie sprawę, że człowiek chroni i karmi królikarnię, aby móc zabijać króliki na własny użytek, a Pierwiosnek i jego pobratymcy celowo utrzymali to w sekrecie, by zwabić obce króliki w pułapkę i zwiększyć własne szanse na przetrwanie. Grupa opuszcza miejsce i kontynuuje swoją podróż.
Leszczynek i Dołek odwiedzają gospodarstwo Nuthanger, gdzie próbują uwolnić z klatek udomowione króliki, by włączyć do swej grupy, ale zostają przepędzeni przez kotkę Tab i psa stróżującego. Po ich powrocie Czubak z trwogą słyszy głos wywołujący swoje imię. Króliki podejrzewają, że przyszedł po nich Czarny Królik z Inle. W rzeczywistości okazuje się to być wycieńczony kapitan Ostrzeń. Z pełną rozpaczą opowiada jak ich dawna królikarnia została bezwzględnie zniszczona przez ludzi, a wszystkie króliki zginęły zasypane w męczarniach i tylko jemu udało się przeżyć. Mimochodem wspomina o niejakich Efrafanach, którzy go niewolili i okaleczyli. Piątek w końcu odnajduje wyobrażone przez niego wzgórze, gdzie grupa zakłada królikarnię, a Leszczynek zostaje ich Wielkim Królikiem.
Króliki opiekują się ranną ranną mewą – zrzędliwym Kiharem, który po rekonwalescencji wyrusza na poszukiwanie innych królików, gdyż potrzeba im samic do przetrwania królikarni. Oni sami organizują próbę uwolnienia samic z Nuthanger, która kończy się niepowodzeniem, zaś farmer oddaje celny strzał w stronę Leszczynka. Tylko Piątek wierzy, że jego brat wciąż żyje i odnajduje go ciężko rannego. Kihar powraca i wydziobując śrut z zadu Leszczynka, informuje o samicach w królikarni Efrafa. Ostrzeń, który był tam więziony, ostrzega przed militarystyczną Efrafą rządzoną totalitarnie przez tyranicznego generała Czyśćca i jego okrutną Auslę, gdzie opuszczenie jest zabronione, a każda próba ucieczki jest surowo karana. On sam uciekł tylko dzięki króliczce Hyzentlai, która próbowała uzyskać zgodę na założenie nowej królikarni z powodu przepełnienia. Mimo to jego towarzysze udają się do Efrafy.
Czubak infiltruje Efrafę, chcąc uwolnić Hyzentlaję i jej przyjaciółki. Czyściec przydziela go do oddziału kapitana Firleta. Czubak na uboczu wyjawia Hyzentlai prawdziwe zamiary. Później Kihar przekazuje szczegóły planu opracowanego przez Leszczynka. Czubak zdaje sprawę że generał Czyściec zaczyna się domyślać prawdy i przy pierwszej okazji ucieka z efrafańskimi samicami. Ratuje również królika Czerńca, któremu za dawną próbę ucieczki rozszarpano uszy i zmuszono do poniżającej samokrytyki jako przestrogę dla innych. Pościg Czyśćca udaremnia atak Kihara z zaskoczenia, a zbiegowie uciekają przez rzekę z królikami Leszczynka znaleźną łodzią. Kihar odlatuje na Wielką Wodę, ale obiecuje powrót na zimę. Wkrótce spokój na wzgórzu zakłóca zbliżająca się efrafańska Ausla.
Leszczynek każe zasypać nory, a sam udaje się do Czyśćca proponując ugodę i sojusz obu królikarni. Czyściec odrzuca ofertę i zaczyna inwazję. Niespodziewanie Piątek ma wizję psa w lesie, co inspiruje Leszczynka do zwabienia psa stróżującego z Nuthanger. Tam przegryza jego smycz, a Mlecz, Ostrężnik i Hyzentlaja kolejno wabią zwierzę, aby pobiegło za nimi na wzgórze. Leszczynka łapie Tab, ale puszcza go z polecenia jej właścicielki Lucy. Tymczasem po przebiciu nor Czyściec włazi do wnętrza królikarni. Czerniec poświęca życie, by dać innym czas na ucieczkę. Czyściec chce dopaść resztę, ale Czubak staje z nim do brutalnej i wyczerpującej walki. W jej trakcie Czubak ujawnia, że nie on jest tu Wielkim Królikiem. Zaskoczony generał opuszcza nory. Zwabiony pies zabija przerażonych  Efrafan i rzuca się na szarżującego Czyśćca. Po zwycięskiej bitwie z Efrafą ciało Czyśćca nie zostaje odnalezione i odtąd straszy się nim niegrzeczne kocięta. Lata później sędziwy Leszczynek dostaje pytanie Czarnego Królika z Inle o dołączenie do jego Ausli. Uspokojony o los królikarni, umiera i jego dusza biegnie w stronę Frysa.

## Obsada głosowa
- John Hurt – Leszczynek
- Richard Briers – Piątek
- Michael Graham Cox – Czubak
- John Bennett – kapitan Ostrzeń
- Harry Andrews – generał Czyściec
- Simon Cadell – Ostrężnik
- Terence Rigby – Srebrny
- Roy Kinnear – Dołek
- Richard O’Callaghan – Mlecz
- Zero Mostel – Kihar
- Hannah Gordon – Hyzentlaja
- Clifton Jones – Czerniec
- Nigel Hawthorne – kapitan Firlet
- Denholm Elliott – Pierwiosnek
- Mary Maddox – Koniczynka
- Derek Griffiths –
  - kapitan Werben,
  - kapitan Trybulec
- Ralph Richardson – Wielki Królik
- Michael Hordern – Frys
- Joss Ackland – Czarny Królik z Inle
- Lynn Farleigh – Tab
- Michelle Price – Lucy

Źródło:

## Produkcja
Produkcja filmu rozpoczęła się w 1975 roku. Producent Martin Rosen zebrał zespół animacyjny pod kierownictwem animatora Johna Hubleya (co ciekawe, mieli studio w pobliżu Warren Street w Londynie). Hubley spędził rok nad filmem, zmagając się z pomysłami i tematyką. Postęp prac był jednak powolny, a on i Rosen nie zgadzali się ze sobą. Ostatecznie Hubley odszedł z projektu, choć jego duch przetrwał w formie unoszącego się epilogu, kiedy Czarny Królik przychodzi po Leszczynka. Prolog został on rozwinięty przez australijską scenografkę Lucianę Arrighi, która z kolei inspirowała się rodzimą sztuką Aborygenów. Mike Batt nagrał trzy piosenki z myślą o włączeniu do filmu, ale uznano je za zbyt nachalne. Dwie z nich zostały odrzucone i przyjęto utwór „Bright Eyes” w wykonaniu Arta Garfunkela, który w ostatecznej wersji filmu zawiera wydłużoną przerwę orkiestrową.
Produkcja o budżecie 2 milionów funtów została sfinansowana niezależnie i nie miała dystrybutora po ukończeniu. Jej mroczna tematyka i krwawe sceny nie trafiały w gust każdego. Po wielu odrzuceniach, Cinema International Corporation w końcu zgodziło się zająć dystrybucją filmu, ale tylko pod warunkiem, że producenci pokryją koszty promocji. Po szybkim zorganizowaniu dodatkowego finansowania, film miał swoją premierę w kinie Empire na Leicester Square 19 października 1978 roku.

## Odbiór krytyczny
Wzgórze królików stopniowo zyskiwał popularność, zaczynając od ograniczonej premiery, by ostatecznie trafić na ekrany w całym kraju i stał się szóstym najpopularniejszym filmem 1979 roku w Wielkiej Brytanii pod względem przychodów z biletów kinowych. Film zdobył dorosłych fanów dzięki późnym seansom nocnym, a później wracał do kin w różnych pokazach typu „podwójny seans”. Jego sukces został wzmocniony przez ogromną popularność piosenki przewodniej „Bright Eyes”. Singiel ukazał się w marcu 1979 roku, około sześć miesięcy po premierze filmu, ale zajął pierwsze miejsce na listach przebojów na sześć tygodni, sprzedał się w liczbie 1 155 000 kopii i stał się najlepiej sprzedającym singlem roku.
„Bright Eyes” wzmocniło wśród nowych widzów przekonanie, że film był łagodną produkcją dla dzieci, co wzbudziło niepokój wielu rodziców w związku z przyznaną filmowi kategorią wiekową U. Nawet właściciele kin byli zaniepokojeni. W lipcu 1979 roku branżowy magazyn „Screen International” opublikował list od kierownika kina Peterhead Playhouse, który pytał, dlaczego Superman otrzymał kategorię A, gdy zaś Wzgórze królików, określone przez niego jako „bardzo brutalne i przerażające”, otrzymało kategorię U.
Autor oryginalnej powieści Richard Adams wyraził się pozytywnie o filmie, jednak zauważył duże zmiany w stosunku do książki i preferował, by ludzie przynajmniej przeczytali książkowy oryginał.